# Volkswagen Crafter
Le Volkswagen Crafter est un véhicule utilitaire léger, fabriqué par Volkswagen depuis 2006. C'est le remplaçant du Volkswagen LT. Le premier Crafter a été développé dans le cadre d'une coentreprise avec Mercedes-Benz, cette dernière ayant déjà au catalogue le modèle Sprinter dont la diffusion est beaucoup plus importante que le Crafter.
Une seconde génération démarre fin 2016 avec une commercialisation globale courant 2017. Elle est conçue en collaboration avec MAN Truck & Bus (qui fait partie de Traton, filiale de Volkswagen AG) et non plus par Daimler-Benz. Le pendant MAN de ce Crafter de deuxième génération est le MAN TGE.

## Première génération (2006-2016)
Le Crafter de première génération est fabriqué à Düsseldorf en Allemagne par Daimler AG et emprunte de nombreux éléments au Mercedes Spinter (2006).

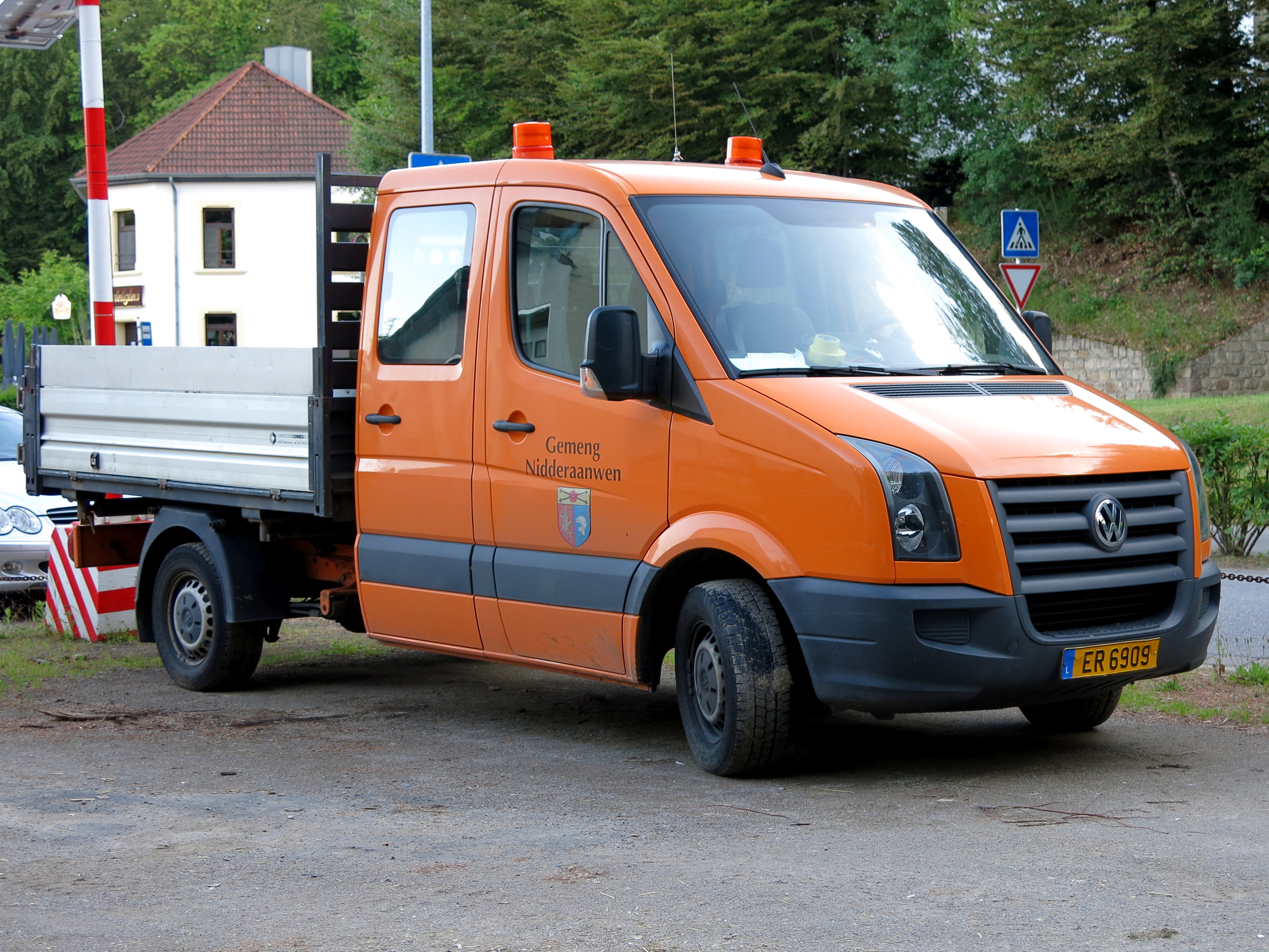
Camion plateau double cabine.
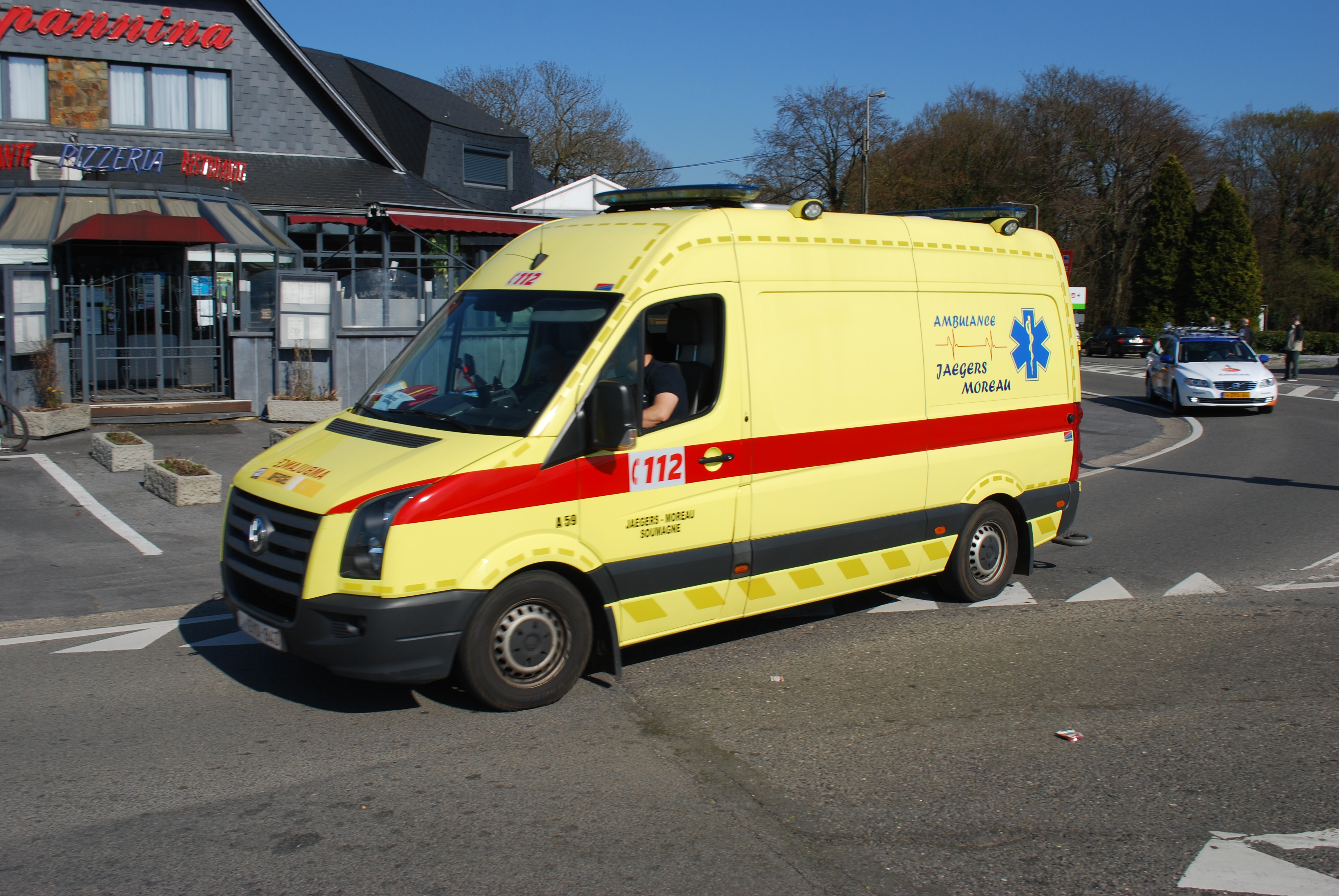
Ambulance.
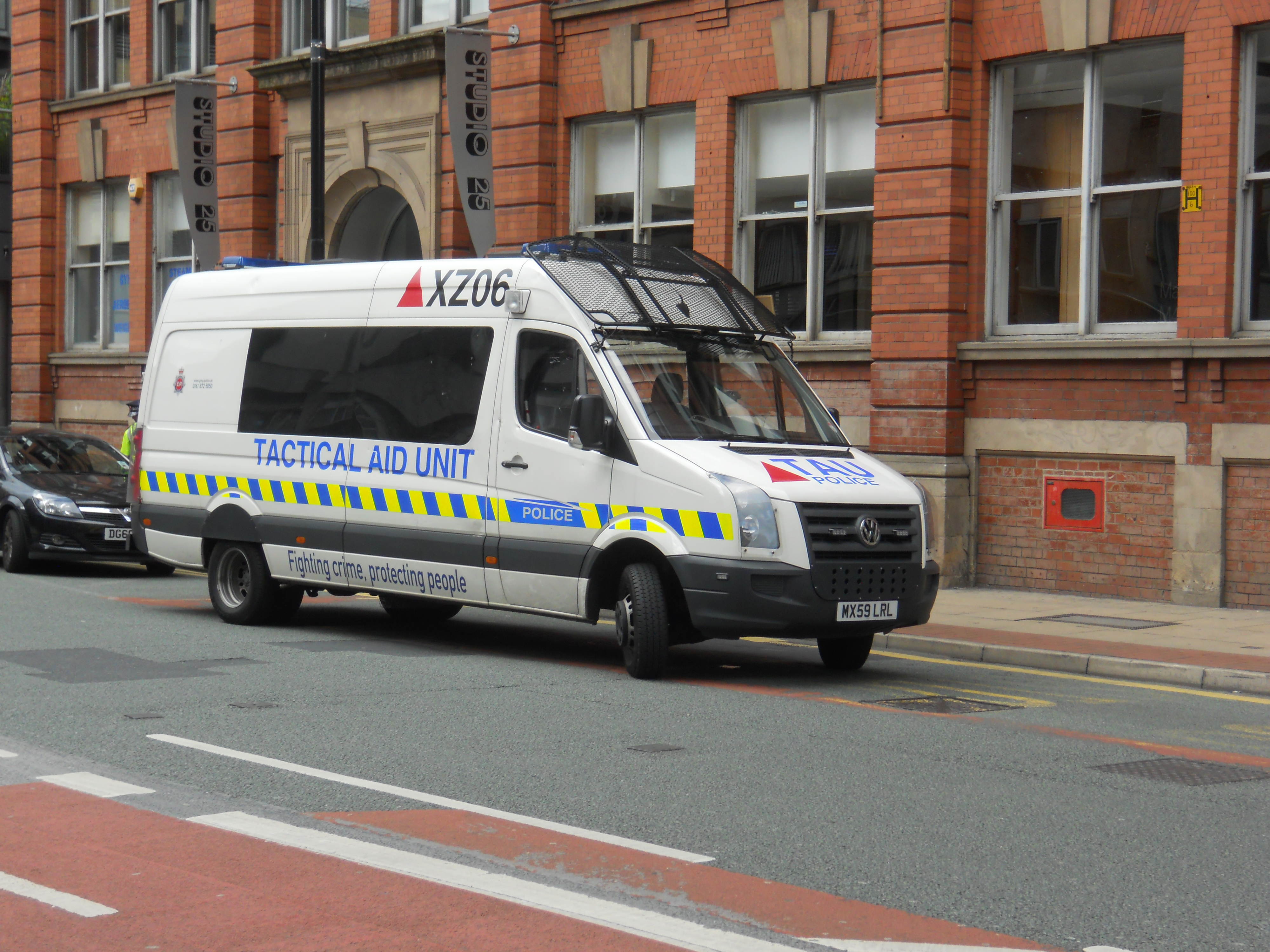
Police anti-émeutes.
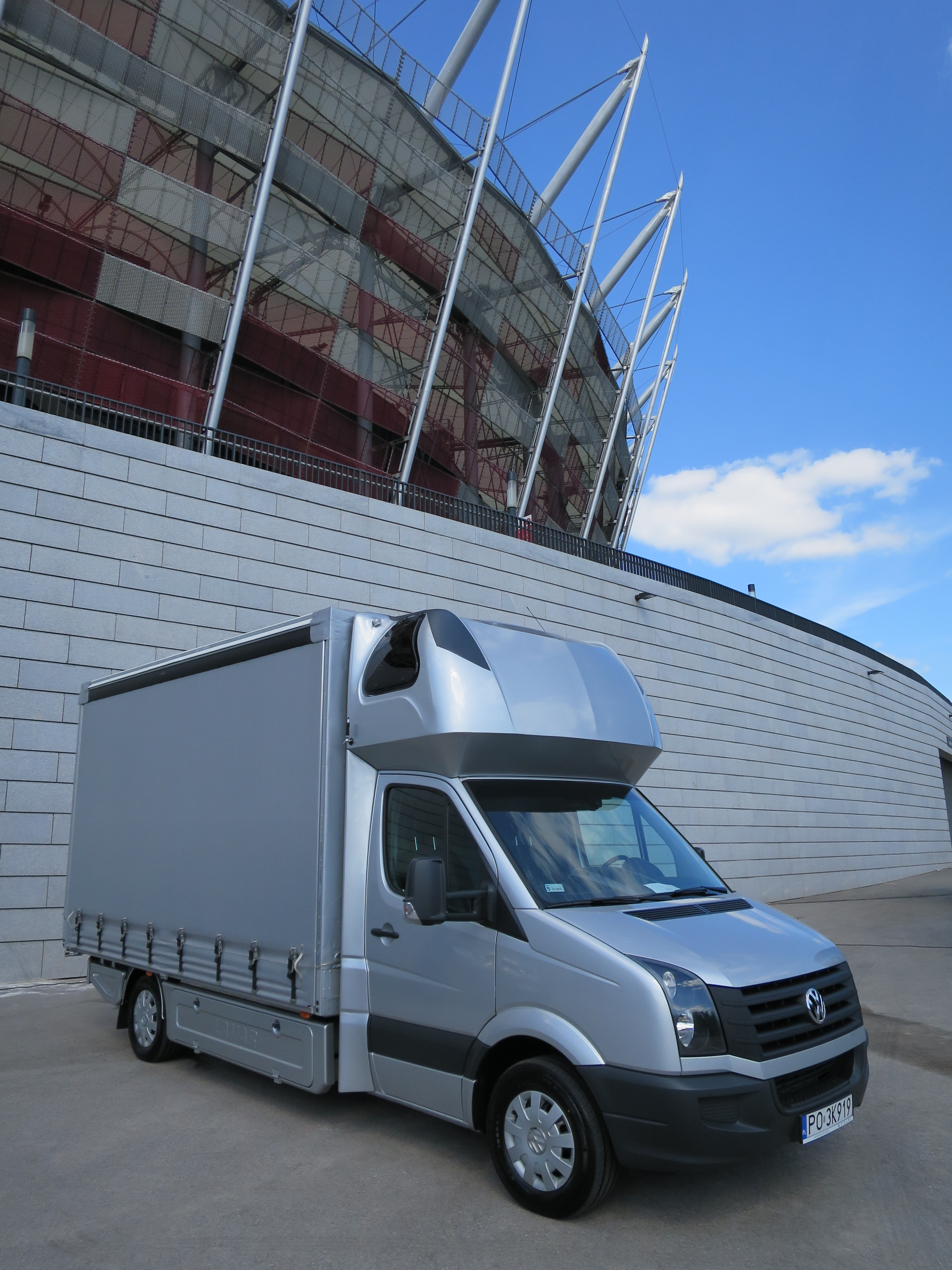
Camion bâché.
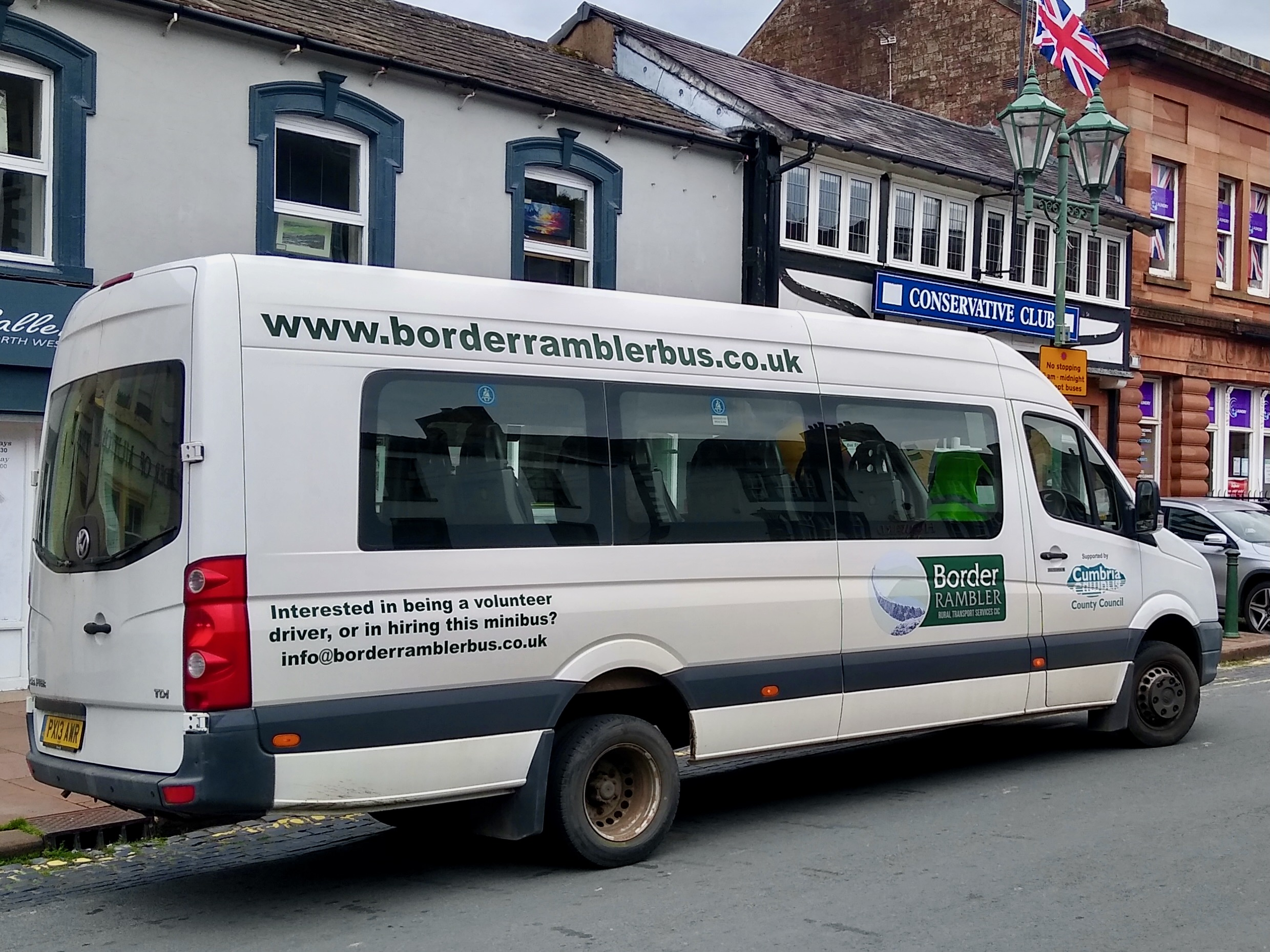
Minibus.

## Seconde génération (2016-)
La seconde génération du Crafter est dévoilée en sketchs le 1er juillet 2016, puis officiellement à la presse le 28 juillet et publiquement au Salon de Hanovre du 22 au 29 septembre. Il est construit dans l'usine de Pologne, mettant fin au partenariat de Volkswagen et Mercedes-Benz qui produisaient ensemble le LT et le Sprinter depuis 20 ans, pour laisser place à MAN Truck & Bus qui le vend sous le nom de MAN TGE.
Dimensions du Crafter seconde génération:
| Modèles              | Standard | Standard | Long    | Long    | Extra-long | Extra-long |
| Longueur / hauteur   | L3H2     | L3H3     | L4H3    | L4H4    | L5H3       | L5H4       |
| Longueur utile       | 3450 mm  | 3450 mm  | 4300 mm | 4300 mm | 4855 mm    | 4855 mm    |
| Hauteur utile        | 1726     | 1961     | 1961    | 2189    | 1961       | 2189       |
| Largeur utile        | 1832 mm  | 1832 mm  | 1832 mm | 1832 mm | 1832 mm    | 1832 mm    |
| Empattement          | 3640 mm  | 3640 mm  | 4490 mm | 4490 mm | 4490 mm    | 4490 mm    |
| Porte-à-faux arrière | 1346 mm  | 1346 mm  | 1346 mm | 1346 mm | 1901 mm    | 1901 mm    |

### e-Crafter
En septembre 2018, Volkswagen dévoile la version électrique zéro émission du Crafter, le e-Crafter. Elle se distingue par une autonomie de 100 km, un moteur de 136 ch à 100 kW et un couple à 290 N m disposant d'une batterie de 35,8 kWh.

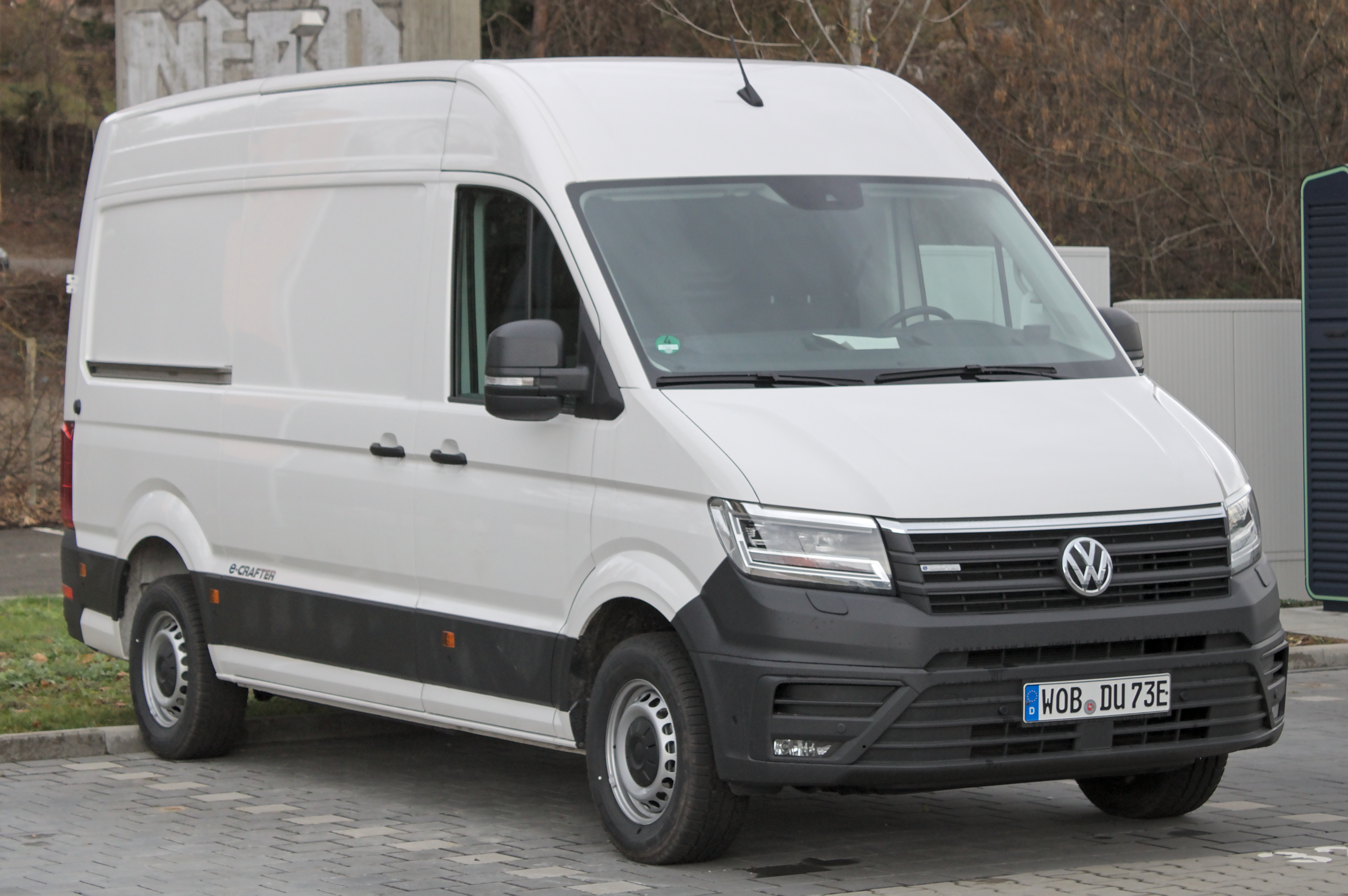
e-Crafter électrique.
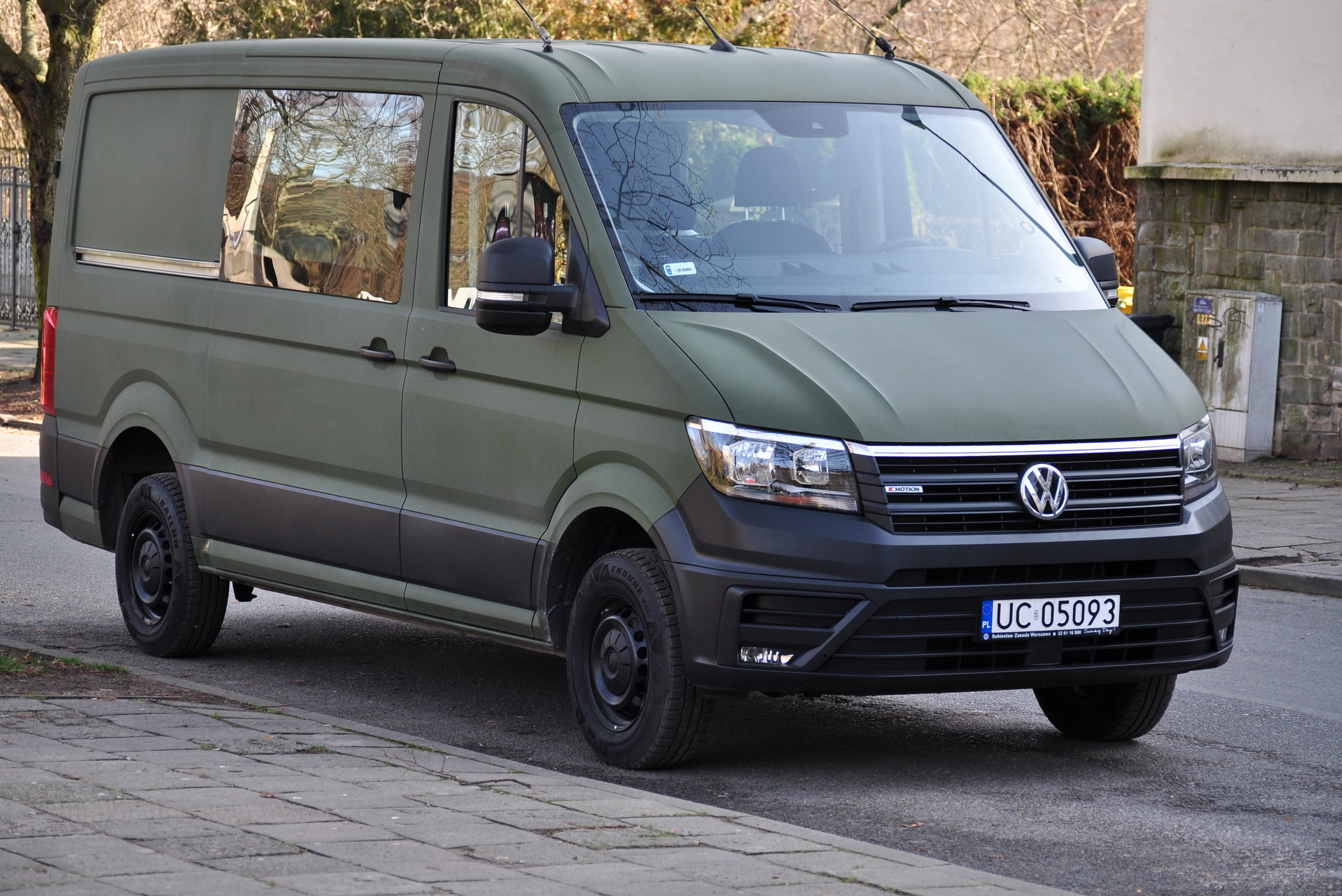
Version militaire à 4 roues motrices.
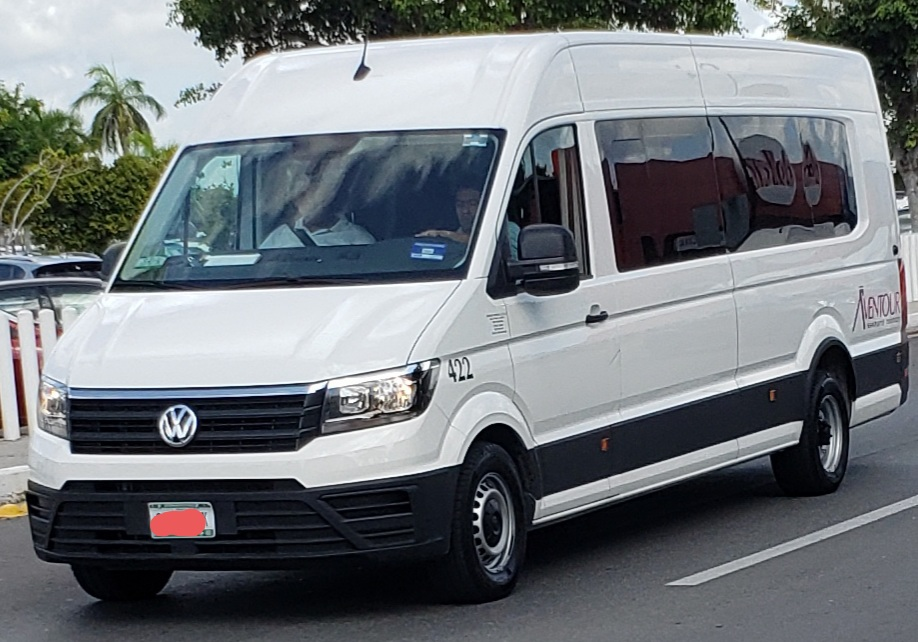
Minibus.
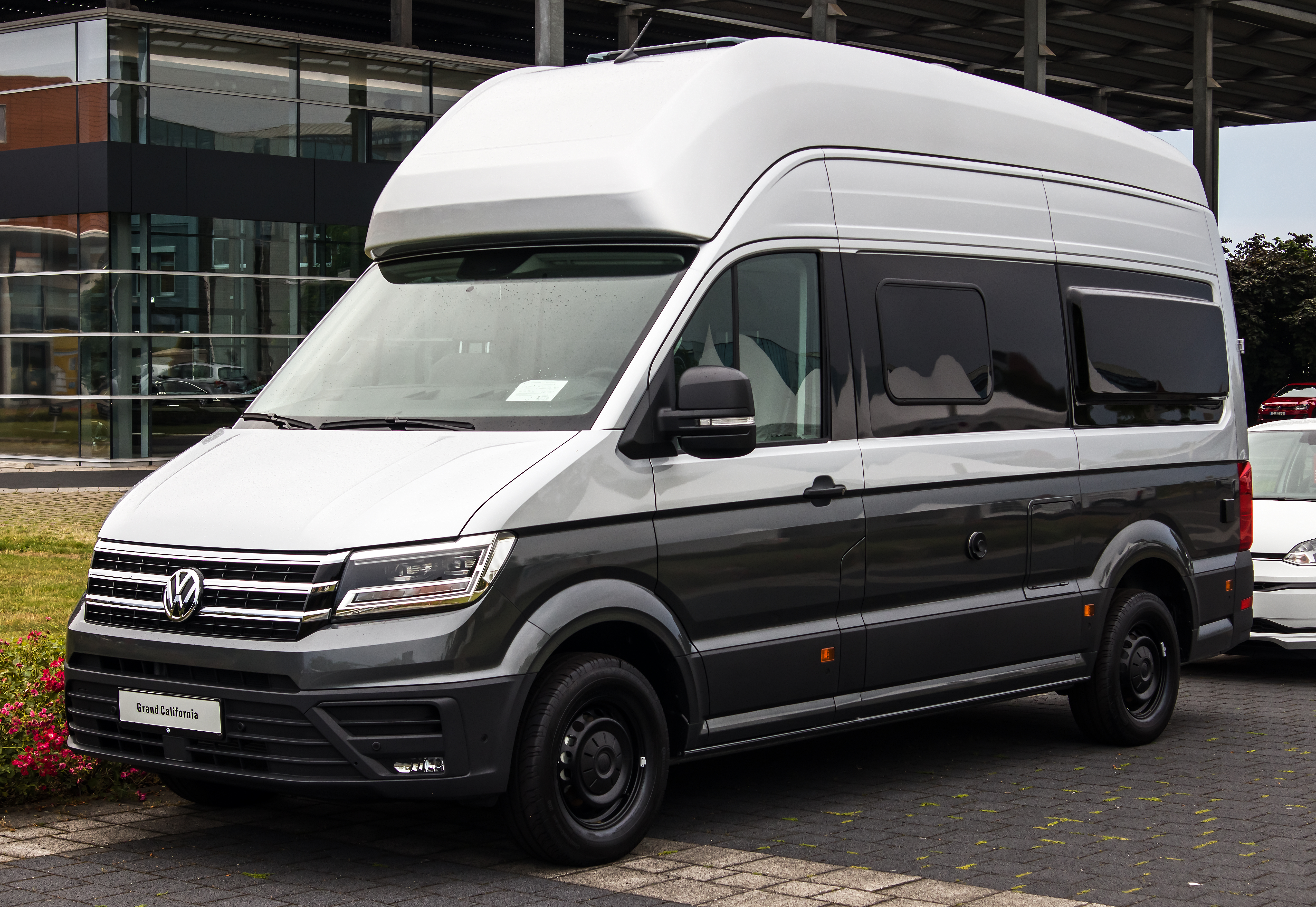
Grand California sur base Crafter.

### MAN TGE

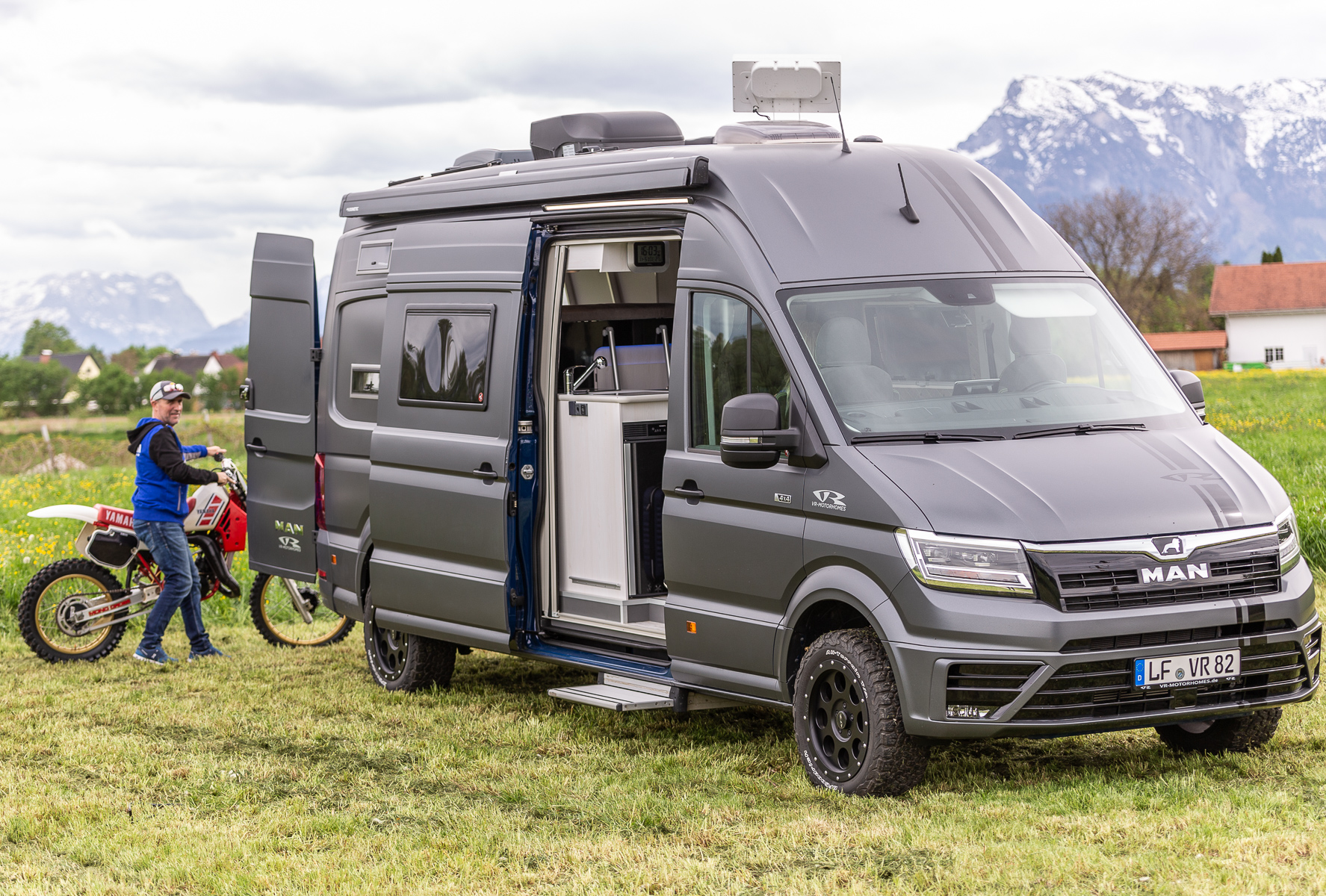
Man TGE 4x4 aménagé.
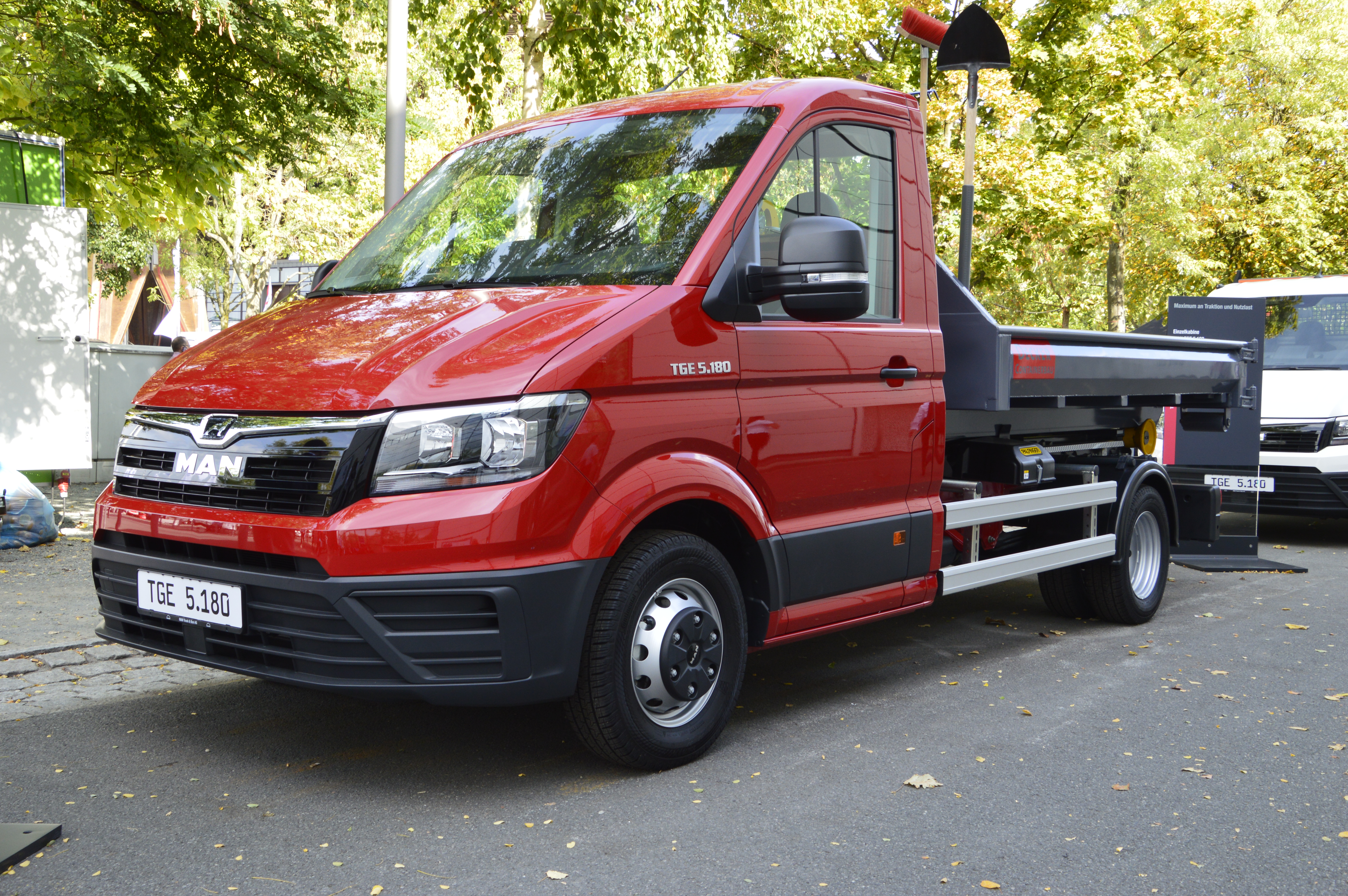
Camion à plateau basculant.
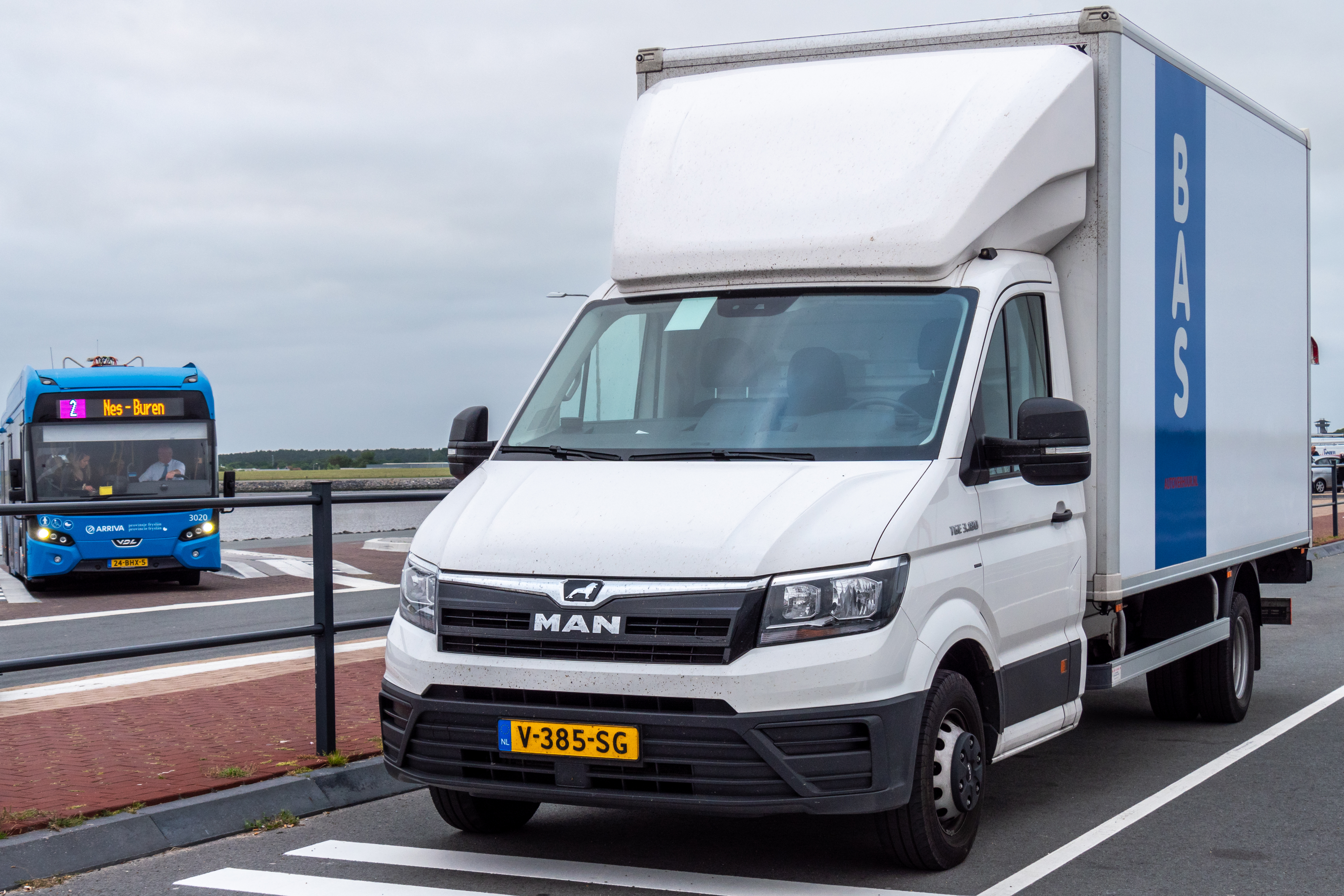
Camion couvert.
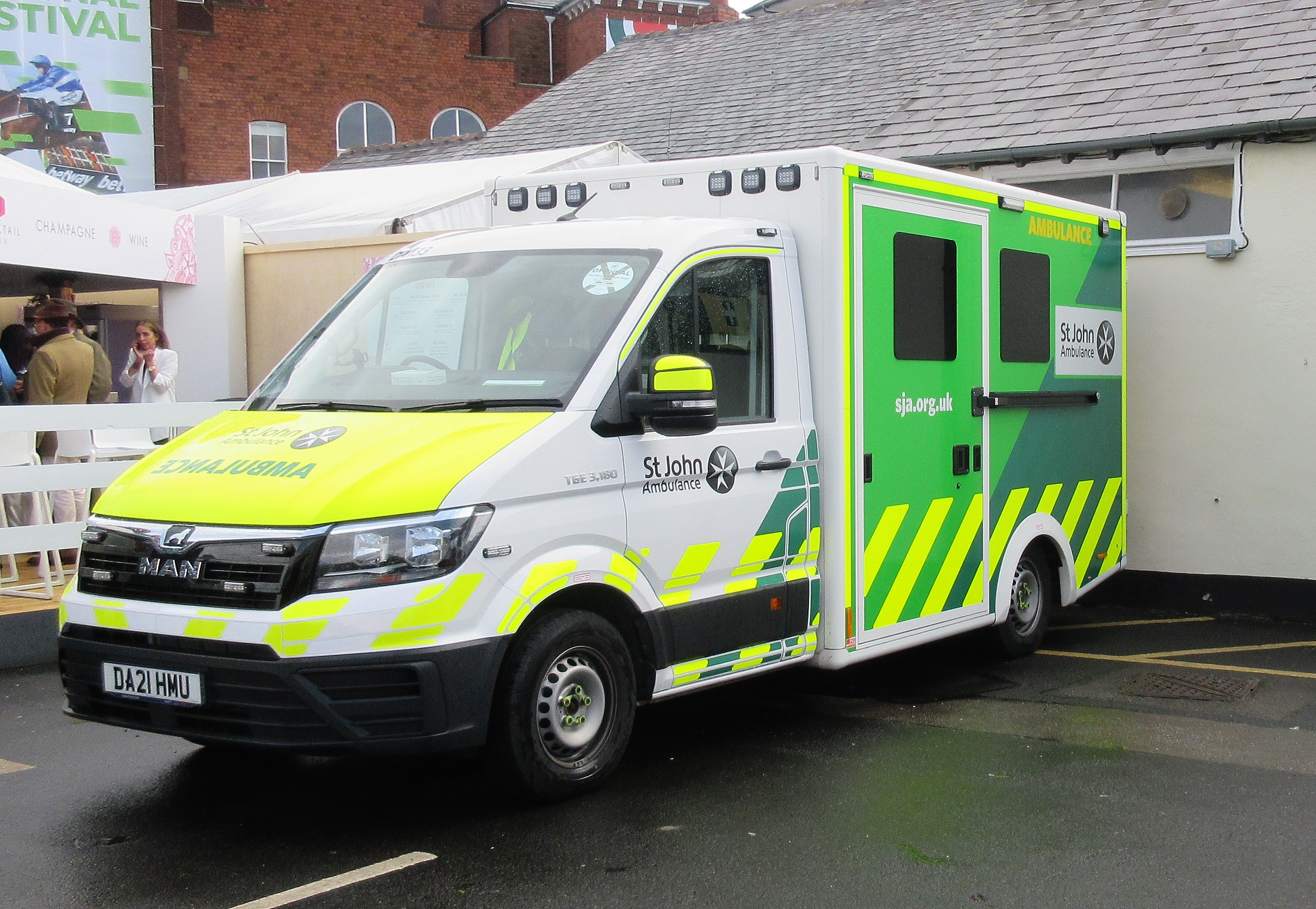
Ambulance.